# リトル・アップル (曲)
『リトル・アップル』（中: 小苹果、英: Little Apple、意味: 小さなリンゴ）は、中国の2人組アーティスト筷子兄弟（Chopsticks Brothers）の曲。筷子兄弟が出演する映画『老男孩之猛龍過江』のキャンペーンソングとしてネット上に公開された。
MVは、動画配信サイトで高い視聴数を記録しており、韓国人歌手のペ・スルギの踊るダンスも中国国内でブームとなった。韓国ではT-ARAが、マレーシアではAMOi-AMOi（RED People内のグループ）がそれぞれカバーしている。
2016年11月2日、JUVENILEとRYUICHIから成る日本のエレクトロユニット、OOPARTZにより日本語カバーがなされた。
ダンスゲーム『ジャストダンス 2015』の中国版に収録されている。